# ドラゴンズNo.1ジョッキー
ドラゴンズNo.1ジョッキー（ドラゴンズナンバーワンジョッキー）は、東海ラジオ放送で2004年～2007度のナイターオフシーズンに放送していた中日ドラゴンズを題材にしたラジオ番組。

## 概要
番組は、中日ドラゴンズの選手を毎週ゲストに迎え、アナウンサー・解説者らを交えて放送年度のシーズンを振り返り、また、シーズンオフのホットなドラゴンズ情報などを提供していた。
番組オープニングに流れる曲は、2005～2006年度は「Dream Park ～野球場へゆこう～」（日本野球機構オフィシャルソング）だったが、2007年はオリジナルのジングルとなった。
2007年は、2006年より時間帯が繰り上がり、ミュージシャン、落語家の出演がないため、バラエティ色が薄まった。また、審判経験者のコーナーもできたことで、よりプロ野球ファン寄りの放送内容になると思われる。ドラゴンズを支える裏方を紹介するコーナーもあり、あまり知られていない裏方さんの仕事を、裏方さん本人の口から聞けた。

## 放送時間
- 2004年度　毎週土曜17:30～18:20
- 2005・2006年度　毎週土曜19:00～20:00
- 2007年度　毎週土曜17:45～19:00
  - 2007年10月6日放送再開だが、「ガッツナイタースペシャル」放送のため、10月は15分の短縮バージョン。11月3日より本格スタートとなった。

## 出演者

### 2004年度
- 大澤広樹（東海ラジオアナウンサー）
- 奈良まなみ（当時東海ラジオアナウンサー）
- 藤波行雄（東海ラジオプロ野球解説者）

### 2005年度
- 川島葵（東海ラジオアナウンサー）
- 藤波行雄
- そがいさお（ミュージシャン）

### 2006年度
- 川島葵
- 藤波行雄
- そがいさお
- 雷門幸福（落語家）
- 井上一樹（中日ドラゴンズ）

### 2007年度
- 平光清（元セ・リーグ審判部副部長）
- ゲスト（ドラゴンズ選手・東海ラジオプロ野球解説者）
- 井上一樹

## 主なコーナー

### 2004年
- セ・リーグシーズン開幕前に他の5球団の担当局アナウンサーが電話出演し、担当球団の開幕直前情報を伝えていた。
  - 担当局アナウンサー一覧－阪神タイガース：MBSラジオ・唐渡吉則。広島東洋カープ：RCC中国放送アナウンサー。横浜ベイスターズ・読売ジャイアンツ・ヤクルトスワローズ：ニッポン放送アナウンサー。

### 2005年・2006年
- もう一度聞かせて!－年（－には、西暦年が入る）

ドラゴンズ思い出の名場面－今シーズン思い出に残った名場面をリスナーから募集し実況録音を流されていた。

### 2005年～
- 選手会長井上一樹のコーナー

中日ドラゴンズ・選手会長の井上一樹選手が電話出演し、出演者とトークを繰り広げる（なお2006年セ・リーグ優勝旅行時には、時差等を考慮し、出演しなかった）。また1シーズンオフに最低でも1度程度、スタジオに生出演していた。

### 2007年
- ルールの番人－プロ野球で実際にあったプレー・出来事から、「どういうこと?」っと思ってしまうようなシーンをピックアップ、平光清が解説していた。リスナーからの質問も受付していた。
- 裏方さん紹介－ドラゴンズを支えるスタッフを紹介。11月（コーナー放送第1回目）は、バッティングピッチャーの永田能隆さんが出演。

※2007年もドラゴンズの選手を中心に登場するが、放送前に履歴書を書いてもらい、それを元に話を進める「野球履歴書」のコーナーも行われていて、意外な過去の話が出ていた。
- 2008年度オフは「黒田治の今夜はOK,OK」が放送されていたため番組自体の放送が見送られていた。

## 2009年
- 2008年のリーマン・ショックの影響が1年後名古屋経済にも影響してしまい、2009年度オフは番組自体の放送が取りやめすることになった。
  - 東海ラジオのホームページのタイムテーブルからの情報によると、2009年10月10日～の土曜日ナイターオフは18:00:「やまドル!」→18:30:「タウンページpresents石原良純のピーカン子育て日和」（ニッポン放送制作）→19:00:「サヘル･ガーデン今日の芽明日の芽」（2009年10月11日スタートの文化放送制作新番組）→19:30:「のぼると夕稀の歌謡スタジオ」→19:50:「普天間かおりのアハハでウフフ」で放送枠は埋められている。なお17:45～18:00枠については手前番組の「山浦ひさし 全力疾走」が時間枠大することになっている。

## 2010年
- 東海ラジオのホームページのタイムテーブルからの情報によると、2010年秋季の土曜日ナイターオフは17:00～19：00「サタデーショコラ」→19:00～21：00「ジェイムスのやるときはやるJ!」になっている。

## 2011年
- 東海ラジオのホームページのタイムテーブルからの情報によると、2011年秋季の土曜日ナイターオフは16:00～19：00「山浦・深谷の年リク!」→19:00～20：00ニッポン放送制作の「サタデー知っとかナイツ」になっている。

## 2012年
- 東海ラジオのホームページのタイムテーブルからの情報によると、2012年秋季の土曜日ナイターオフは18:00～19:00「ジェイムスのやるときはやるJ!」（酒ゃビック一社提供。自社制作）→19:00～20:30「青山紀子きままにSaturday」が編成されているが、「きままに-」は東海ラジオの送信所の施設改修工事の関係で放送できる回数が少なかった。（2012年12月8日~2013年1月26日の8回しか放送できなかった。）（19:00～20:30に「野中藍 ラリルれ、サタデーナイト。」「Radioキタエリあっ!」（以上2番組はアニたまどっとコム制作スターチャイルドレコード一社提供のアニラジ）、「電撃大賞」（文化放送制作アスキーメディアワークス一社提供アニラジ）の振り替え･繰上げ放送に割り当たられているため。本来の放送は土曜日深夜1:00~2:30にそれぞれ放送されている。）
  - そのため前年度オフはネットしていたニッポン放送制作のオフ番組も東海ラジオエリアではネットされなかった。

## 2013年
- 東海ラジオのホームページのタイムテーブルからの情報によると、2013年秋季の土曜日ナイターオフは18:00～19:00「ジェィムスのやるときはやるJ!」→19:00～20:00「古坂大魔王のツギコレ」（ニッポン放送制作オフ番組NRNネット）→20:00～20:30「壇蜜の耳蜜」（文化放送制作13局ネット）を放送されることになっているが、「東海ラジオガッツナイタースペシャル」が優先して組まれる土曜日はお休みとなり、中日がクライマックスシリーズ敗退時でもセリーグクライマックスシリーズ中継･日本シリーズ中継を放送するため2013年10月･11月上旬の放送スケジュールは不定期である。